# Succisella inflexa
Succisella inflexa är en tvåhjärtbladig växtart som först beskrevs av Kluk, och fick sitt nu gällande namn av Günther von Mannagetta und Lërchenau Beck. Succisella inflexa ingår i släktet Succisella och familjen Dipsacaceae. Inga underarter finns listade i Catalogue of Life.

## Bildgalleri

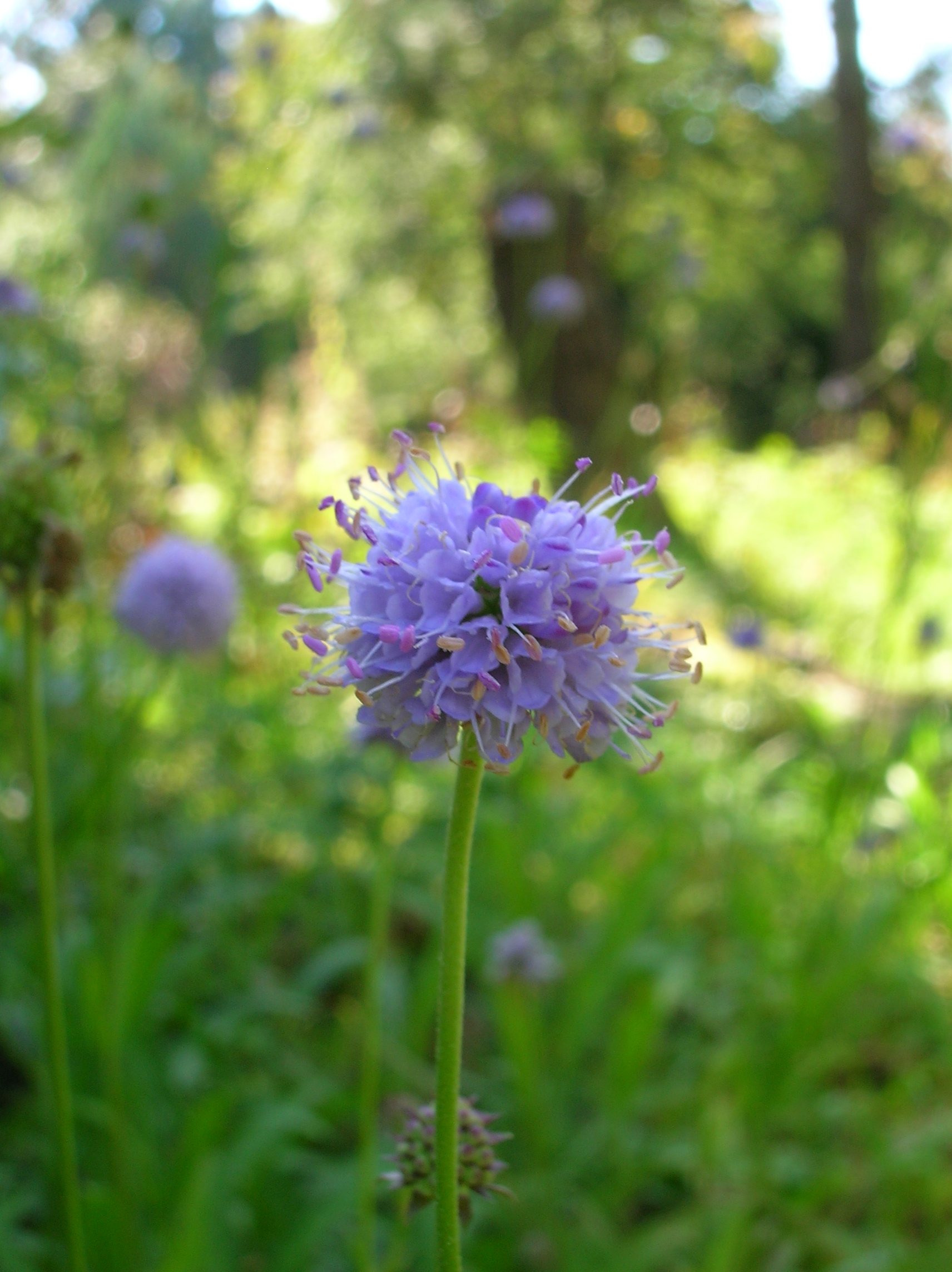
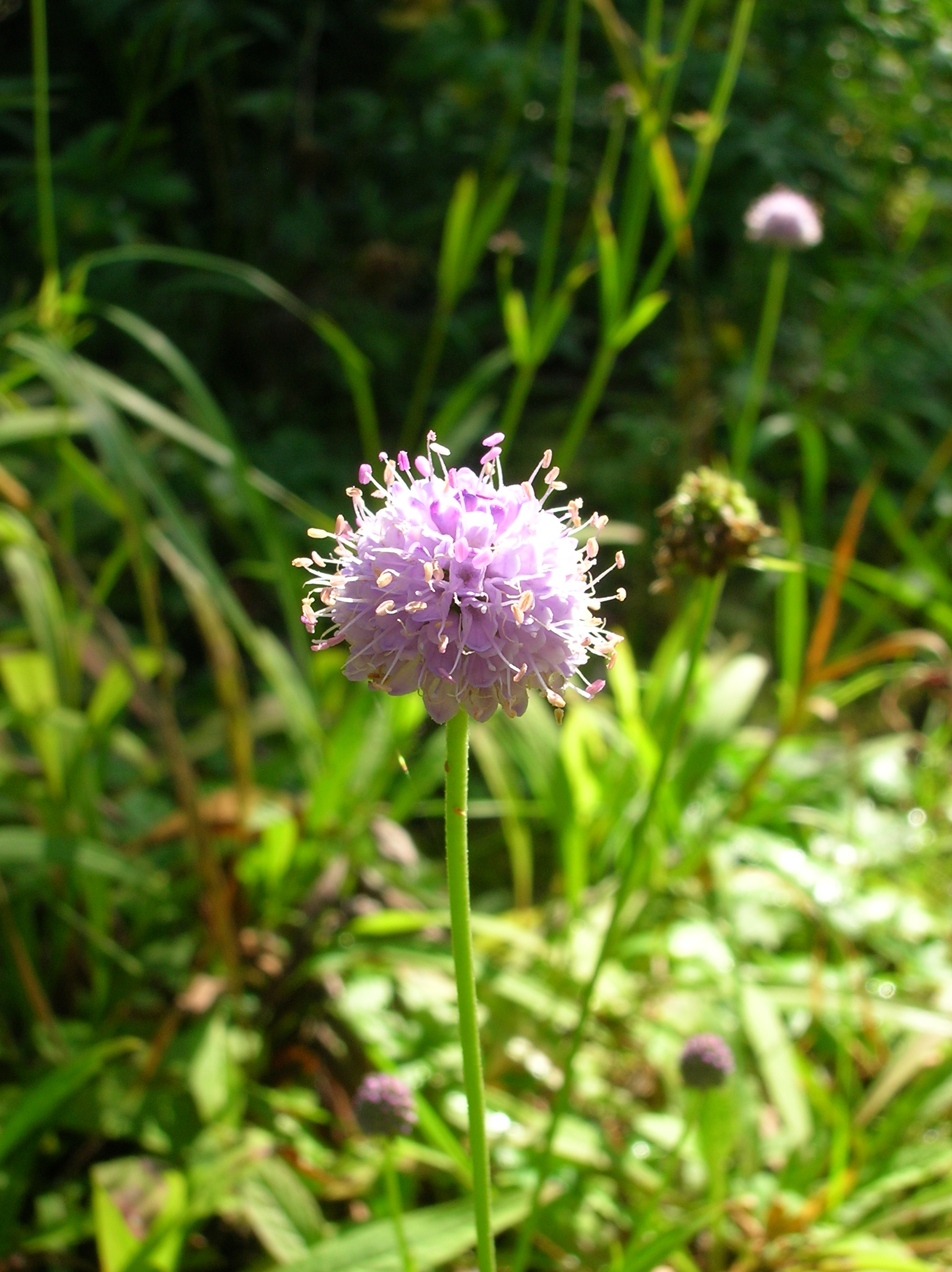